# Vilanova de Arousa
Vilanova de Arousa est une commune de la province de Pontevedra en Espagne située dans la communauté autonome de Galice.

## Personnages célèbres nés dans la commune
- Ramón María del Valle-Inclán (1866-1936), écrivain ;
- Julio Camba (1882-1962), écrivain et journaliste.